# Power Glove

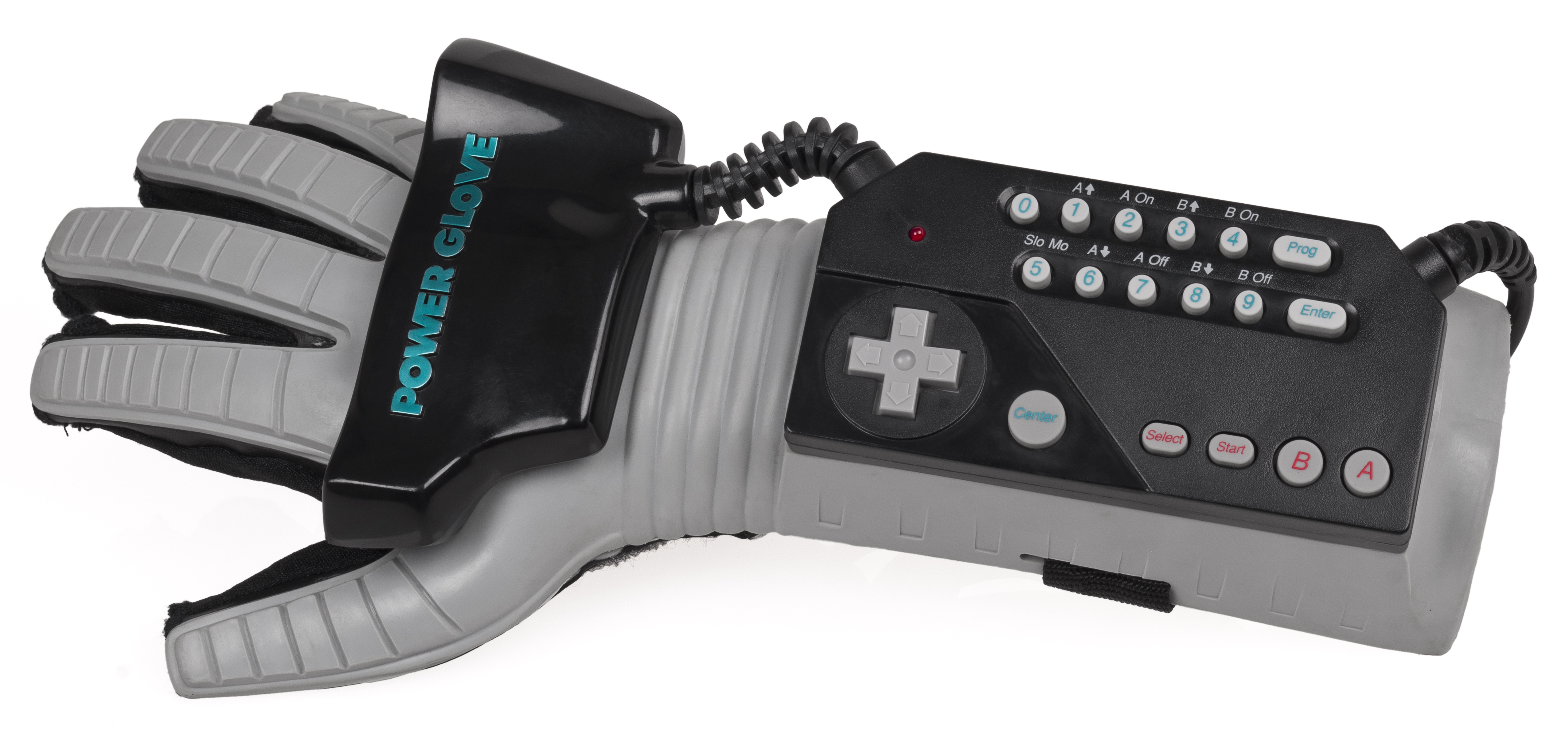
Power Glove von Mattel

Der Power Glove ist ein Datenhandschuh für die 8-Bit-Spielkonsole Nintendo Entertainment System (NES) aus dem Jahr 1989. Der Gamecontroller wird über dem rechten Unterarm getragen und ermittelt über akustische Sensoren seine Lage und Bewegungsdaten. Bekannt wurde der Power Glove durch den neuartigen Einsatz von Spielmechaniken der Virtuellen Realität und seine massive Bewerbung in verschiedenen Medien. Der Controller wurde für seine unpräzise Steuerung und die daraus resultierend schwere Bespielbarkeit kritisiert, zudem wurde das Gadget ohne Software ausgeliefert und nur zwei Videospiele Super Glove Ball und Bad Street Brawler waren für seinen Einsatz programmiert.

## Entwicklung
Der Controller wurde von Grant Goddard und Samuel Cooper Davis für „Abrams/Gentile Entertainment (AGE)“ entwickelt, von Mattel in den Vereinigten Staaten produziert und von PAX in Japan vertrieben. Obwohl Nintendo das Produkt offiziell lizenzierte, war der Spielekonsolenhersteller weder in die Entwicklung noch den Vertrieb direkt involviert. Umfangreiche Entwicklungsarbeit wurde auch von Thomas G. Zimmerman und Jaron Lanier geleistet, einem Pionier im Bereich der Virtuellen Realität, der bereits für die Programmierung und Kommerzialisierung des DataGlove verantwortlich war. Zimmermann fertigte den ersten Prototyp, der mittels ultrasonischer Sender-Empfänger die Position ermitteln konnte. Die Fingerposition wurde beim ersten Prototypen über optische Flex-Sensoren ermittelt und später vom AGE Team durch günstigere carbon-basierenden ersetzt.
Der Verkaufsstart der Power Gloves war im Jahr 1989. Bereits ein Jahr nach Verkaufsstart wurde das Produkt wieder vom Markt genommen.

## Design und Funktionalität
Der Datenhandschuh hat die üblichen NES Controller Buttons am Unterarm, ein Steuerkreuz sowie einen Programmknopf und Tasten mit den Ziffern 0–9. Um ein Kommando einzugeben, wird erst der PROG-Button gedrückt gefolgt von einer Ziffer, um z. B. die Feuerrate von A und B zu ändern.
Der Power Glove basiert auf der patentierten Technologie des DataGlove von VPL Research. Wegen der geringeren Leistungsfähigkeit der eingesetzten Consumer Hardware und zugunsten günstigerer Herstellkosten wurden etliche Modifikationen vorgenommen. Der DataGlove erkennt Roll-Nick-Gier-Lageänderungen und 256 Fingerpositionen (8 Bit) über optische Lichtwellenleiter. Der Power Glove erkennt nur Rollbewegungen und je vier Positionen (2 Bit) an vier Fingern über Sensoren mit leitfähigerer Farbe, womit alle Fingerstellungen zusammen über ein Byte komplett dargestellt werden können.
Der Handschuh hat zwei eingebaute Ultraschall-Lautsprecher (Sender), die auf der Empfängerseite mit drei Mikrofonen kommunizieren, die im Bereich des Fernsehgeräts zu positionieren sind. Die beiden Ultraschall-Lautsprecher senden Tonimpulse im (nicht hörbaren) Frequenzbereich von 40 kHz, woraus das System die jeweilige Laufzeit zu den Empfängern errechnet. Über eine triangulare Berechnung wird die relative Lage der beiden Lautsprecher ermittelt und die Rotation abgeleitet. Der Nick-Bewegung des Handschuhs ist die einzige Dimension, die nicht ermittelt werden kann. Der Power Glove wird mit einem Kabel an die Spielekonsolen angeschlossen und benötigt keine weitere Stromversorgung.

## Videospiele
Nur zwei Videospiele mit einer expliziten Schnittstelle zum Power Glove kamen 1990 in den Verkauf: Super Glove Ball, eine dreidimensionale Version von Breakout, und der Side-Scroller-Beat ’em up Bad Street Brawler. Beide Spiele lassen sich auch mit dem Standard-NES-Controller steuern, jedoch können einige Bewegungen ausschließlich mit dem Power Glove erzeugt werden. Die beiden Spiele wurden als Power Glove Gaming Series vermarktet. Durch eine sehr „unpräzise und verzögerte Eingabe“ in Super Glove Ball war das Videospiel nahezu unspielbar, wohingegen Bad Street Brawler unter „repetitiven und schwachsinnigem Gameplay“ litt und die zusätzlichen Funktionen des Power Glove kaum unterstützte.
Da in Japan keins der beiden Spiele im Einzelhandel angeboten wurde, bewarb man den Power Glove dort nur als alternativen Controller.
Die zwei Videospiele Glove Pilot und Manipulator Glove Adventure wurden angekündigt, jedoch nie realisiert. Ein weiteres nie fertig gestelltes Videospiel war Tech Town bzw. Tektown, ein virtuelles Puzzlespiel, in dem der Spieler eine Roboterhand innerhalb einer verlassenen Raumstation bewegt, mit dem Handschuh Türen öffnet und Gegenstände aufnimmt. Eine Vorschau des Videospiels wurde im Official Power Glove Game Players Gametape gezeigt.
Spiele ohne Unterstützung können gespielt werden, indem der Power Glove über Codes auf dem Keypad entsprechend dem jeweiligen Control-Schema des Videospiels konfiguriert wird.

## Rezeption
Vom Power Glove wurden etwa 100.000 Einheiten zu einem Einstandspreis von 75 US-Dollar verkauft.
In dem von Nintendo produzierten Spielfilm Joy Stick Heroes (englischer Originaltitel: The Wizard) wurde der Power Glove mit massiver Produktplatzierung beworben. Das Gadget ist außerdem in dem Horrorfilm Freddy’s Finale – Nightmare on Elm Street 6 (1991), der Familienkomödie Ein Hund namens Beethoven (1992) und Hackers – Im Netz des FBI (1995) sowie der 80er-Parodie Kung Fury (2015) zu sehen. 2013 wurde ein Dokumentarfilm mit dem Titel The Power of Glove gedreht.
Die Diskrepanz zwischen den Werbeversprechen und der tatsächlichen Funktionalität sowie die unfreiwillige Komik eines Filmdialogs aus Joy Stick Heroes, die diese a posteriori reflektiert (Zitat: „I love the Powerglove. It's so bad!“; wobei das englische Adverb „bad“ in dem Kontext sowohl „voll krass“ als auch „grottenschlecht“ bedeuten kann), bescherte dem Gerät Jahre später ein Meme in der Nerd-Kultur.